# 磷酸钷
磷酸钷是一种无机化合物，化学式为PmPO4，有放射性。其水合物可由可溶性钷盐和磷酸氢二铵在pH 3~4之间沉淀得到（或由水热反应制得），960 °C灼烧水合物可以得到无水物。它的标准生成焓为−464 kcal/mol。